# 왕과 새
왕과 새(프랑스어: Le Roi et l'Oiseau)는 프랑스에서 제작된 폴 그리몰트 감독의 1980년 판타지, 뮤지컬, 가족, 애니메이션 영화이다. 장 마틴 등이 주연으로 출연하였다.

## 출연

### 주연
- 장 마틴
- 파스칼 마졸티

### 조연
- 레이몬드 버지어즈
- 아그네스 비알라
- 위베르 데샹
- 클로드 피엡루

## 제작진
- 미술: 폴 그리몰트